# Vaughan (Ontario)
Vaughan is een stad in Canada, ten noorden van de stad Toronto in de provincie Ontario. Vaughan is een van de snelst groeiende steden van Canada en verdubbelde bijna zijn bevolking sinds 1991.

## Geschiedenis
In 1792 werden de eerste nederzettingen opgericht in wat later een grote stad zou worden. De naam werd gekozen ter nagedachtenis van de Brit Benjamin Vaughan die in 1783 een vredesverdrag tekende met de Verenigde Staten. In 1800 woonden er 19 mannen, 5 vrouwen en 30 kinderen. In 1840 was de bevolking al gegroeid tot 4300. De eerste bewoners waren voornamelijk Duitsers uit Pennsylvania, maar er waren ook groepen van Engelse en Franse afkomst. Deze migratie uit de Verenigde Staten kwam in 1814 tot een einde toen er voornamelijk migranten kwamen uit Groot-Brittannië. De oorspronkelijke bevolking was voornamelijk agrarisch, maar de nieuwe bevolking uit Groot-Brittannië bestond uit handelsmensen die erg nuttig bleken voor de groeiende gemeenschap.
Er ontstonden ook enkele gehuchten, die later uitgroeiden tot heuse steden. Het oudste daarvan is Thornhill dat in 1836 zo'n 300 inwoners had. De bevolking groeide slechts langzaam en in 1935 waren er nauwelijks 500 mensen meer als 100 jaar voordien. De Tweede Wereldoorlog zorgde voor een nieuwe migratiegolf en tegen 1960 waren er zo'n 15.957 inwoners. De etnische compositie wijzigde ook door de komst van Italianen, joden en Oost-Europeanen. In 1971 fusioneerde de stad met Woodbridge en werd zo de Town of Vaughan. In 1991 werd de naam officieel City of Vaughan.
Vaughan is de grootste stad van Canada zonder ziekenhuis binnen de grenzen. De dichtstbijzijnde ziekenhuizen zijn in Toronto en Richmond Hill.

## Stadsdelen
Vaughan bestaat uit vijf stadsdelen:
- Concord
- Kleinburg
- Maple
- Thornhill
- Woodbridge

## Demografie
| Etnische origine | Bevolking | Procent |
| ---------------- | --------- | ------- |
| Italianen        | 79.835    | 43.96%  |
| Joden            | 33.705    | 16.90%  |
| Canadezen        | 18.950    | 10.43%  |
| Engelsen         | 9.345     | 5.14%   |
| Oost-Indiërs     | 8.930     | 4.91%   |
| Chinezen         | 7.435     | 4.09%   |
| Russen           | 6.490     | 3.36%   |
| Polen            | 5.855     | 3.22%   |
| Ieren            | 5.635     | 3.10%   |
| Zwarten          | 3.580     | 1.97%   |

Vaughan is een van de snelst groeiende Canadese steden. De stad heeft ook een jonge bevolking. In 2006 was 22,3% jonger dan 14 jaar en 8,15% ouder dan 65. In de stad wonen voornamelijk Italianen, Joden en Oost-Europeanen. De bevolking van Engelse of Ierse origine is van een veel lager percentage dan de meeste steden in Ontario. Ongeveer 19% van de bevolking is van een zichtbare minderheid (niet-blank). Er is een grote groep uit Zuidoost-Azië en er is ook een kleine, doch groeiende, groep Latino, Jamaicaanse en Vietnamese bevolking.
De bewoners zijn vrij religieus. Vaughan heeft de laagste ratio van niet-gelovigen in Ontario. Zo’n 67,42% van de bevolking behoort tot het christendom, de meesten hiervan zijn Rooms-katholiek (55,80%). De andere godsdiensten zijn het jodendom (18,20%), Hindoeïsme (2,47%), Islam (2,43%) en Boeddhisme (0,56%).

## Stedenbanden
- Sora (1992)
- Ramla (1993)
- Sanjo (1993)
- Yangzhou (1995)
- Baguio (1997)
- Delia (1998)
- Lanciano (2002)

## Sport
Vaughan was in 2014 en in 2022 de gaststad voor de National Championships, de nationale amateurvoetbalkampioenschappen. Het betrof meer bepaald de Challenge Trophy (2014 en 2022) bij de mannen en de Jubilee Trophy (2014 en 2022) bij de vrouwen. 